# Ayuste (náutica)
En náutica, el Ayuste (Ayustadura, ant. Ahuete, Ahuste) es la costura o amarradura de dos cabos (cuerdas) por sus extremos. Según la definición misma está en la categoría de la cosidura o se tienen por equivalentes ambas voces.
Por antonomasia o por extensión se dice de la reunión, conjunto o longitud de dos, tres o más cabos  (cuerdas) ayustados y con especialidad, de los cables (cuerdas). 

## Etimología
El Ayuste se llama también Ayustadura. En lo antiguo se decía Ahuete y Ahuste. 

## Tipos
- Ayuste de cola de pato: es el ayuste que tiene hecho un rabo de rata en el extremo de cada cordón para que pueda deshacerse con facilidad cuando acomode.